# Belenois zochalia
Belenois zochalia är en fjärilsart som först beskrevs av Jean Baptiste Boisduval 1836.  Belenois zochalia ingår i släktet Belenois och familjen vitfjärilar. Inga underarter finns listade i Catalogue of Life.

## Bildgalleri

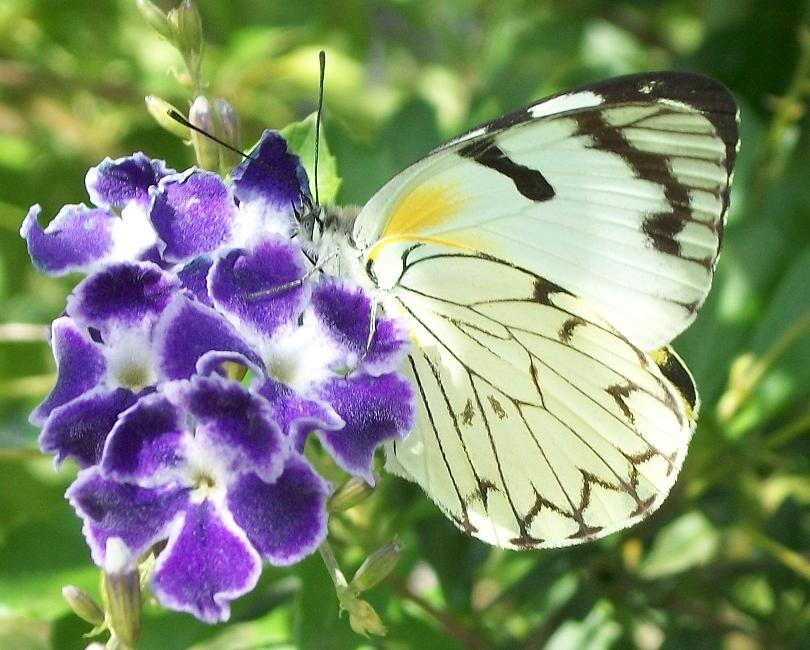